# Organic Letters
Organic Letters is een wetenschappelijk tijdschrift met peer review, dat wordt uitgegeven door het American Chemical Society. De naam wordt gewoonlijk afgekort tot Org. Lett. Het tijdschrift publiceert onderzoek uit de organische chemie.
Het tijdschrift werd opgericht in 1999. In 2017 bedroeg de impactfactor van het tijdschrift 6,492.